# Madagaskarbrillenvogel

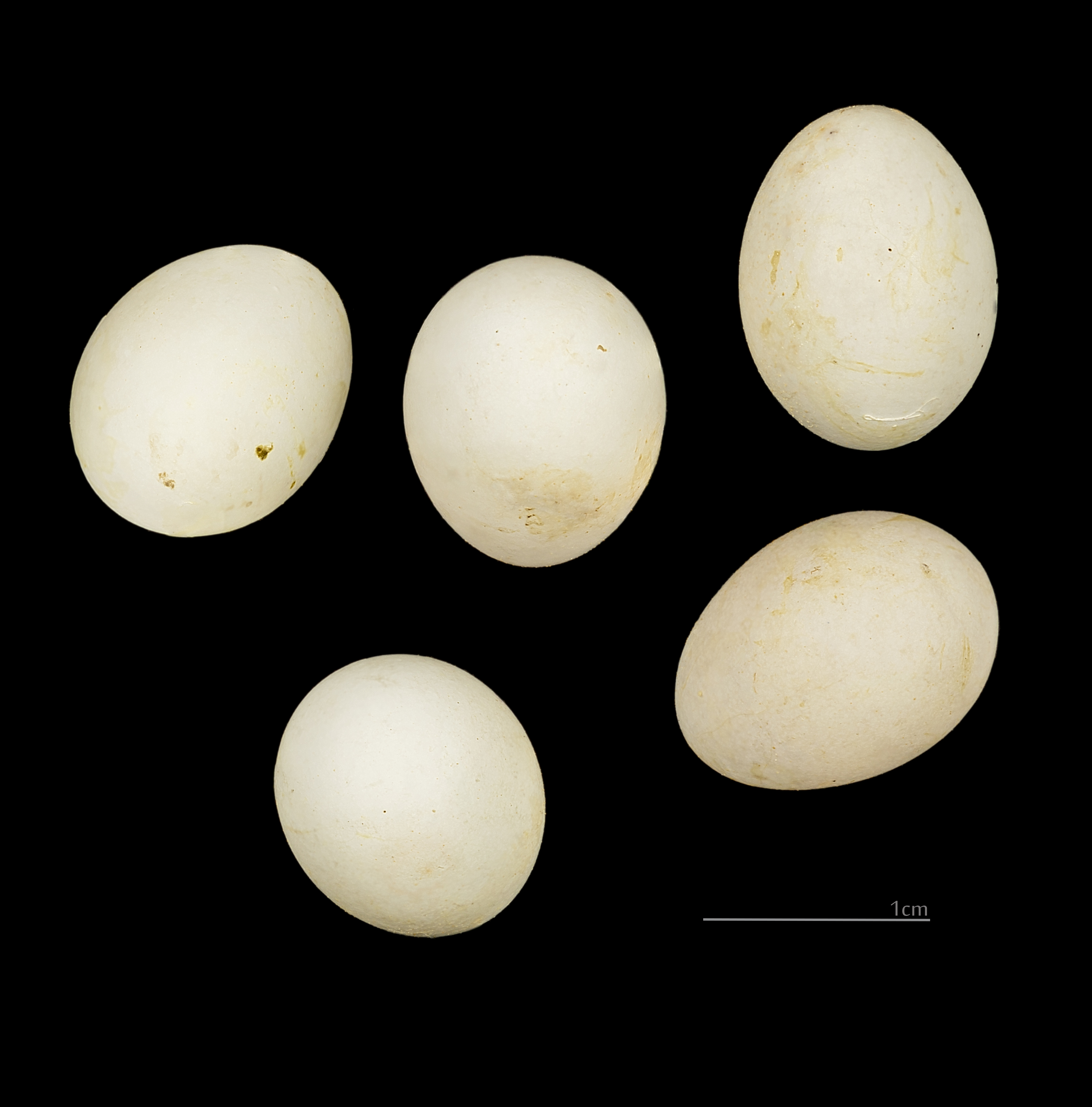
Gelege des Zosterops maderaspatanus MHNT

Der Madagaskarbrillenvogel (Zosterops maderaspatanus) ist eine Vogelart aus der Familie der Brillenvögel.
Er kommt auf den Komoren, auf Madagaskar, Mayotte und den Seychellen vor.
Das Artepitheton soll „Madagaskar“ bedeuten.

## Geografische Variation
Es werden folgende Unterarten anerkannt:
- Z. m. maderaspatanus (Linnaeus, 1766) – Madagaskar und die Îles-Glorieuses-Inseln
- Z. m. menaiensis (Benson, 1969) – Cosmoledo-Atoll und der Astove-Insel
- Z. m. voeltzkowi (Reichenow, 1905) – Insel Europa in der Straße von Mosambik

Zusätzlich in IOC
- Z. m. comorensis (Shelley, 1900) – Mohéli, in „Avibase“ eigenständig[6], auch in „Birds of the World“ als Mohélibrillenvogel
- Z. m. anjuanensis (E. Newton, 1877) – Anjouan, in Avibase eigenständig[7], auch in „Birds of the World“ als Anjouanbrillenvogel

Die früheren Unterarten
- Z. m. aldabrensis (Ridgway, 1894) – Aldabra Atoll werden jetzt als eigenständig angesehen und als Aldabrabrillenvogel bezeichnet.[8]
- Z. m. kirki (Shelley, 1880) – Grande Comore, jetzt Komorenbrillenvogel.[9]

## Beschreibung
Der Madagaskarbrillenvogel erreicht eine Länge von 10–12 Zentimetern und wiegt etwa 11 g.
Seine Oberseite sowie Flügel und Schwanz sind oliv-grün, die Kehle gut abgegrenzt gelb, Brust und Bauch sind blass grau. Der charakteristische weiße Augenring frontal am rötlich-braunen Auge nicht geschlossen. Die Schnabeloberseite ist schwarz, die Unterseite grau, Beine und Füße sind blau-grau.

## Lebensraum und Lebensweise
Der Lebensraum des Madagaskarbrillenvogels umfasst subtropischen oder tropischen Trockenwald, Mangrovenwald und Bergwald. Er ernährt sich hauptsächlich von Insekten und Früchten.
Der Madagaskarbrillenvogel tritt gewöhnlich in größeren Gruppen auf und ist in Madagaskar sehr häufig anzutreffen.

## Gefährdungssituation
Die Madagaskarbrillenvogel gilt als  (=least concern – nicht gefährdet).